# U.S. Route 77
U.S Route 77 (också kallad U.S. Highway 77 eller med förkortningen  US 77) är en amerikansk landsväg.